# Hugo Benioff
Victor Hugo Benioff est né le 14 septembre 1899 a Los Angeles et il est mort le 29 février 1968 à Mendocino.  Victor était un sismologue américain et un professeur à l’institut de technologie de Californie. Il est surtout connu pour son travail de cartographie de l’emplacement des tremblements de terre profonds dans l’océan Pacifique. Son père était un immigrant juif de Kiev, en Russie et sa mère une luthérienne de Suède, Après avoir obtenu son diplôme à l’université de Pomona  en 1921, Benioff a commencé sa carrière avec l’idée d’être un astronome et a travaillé pendant un certain temps à l’observatoire du Mont Wilson, mais quand il a constaté que les astronomes travaillent la nuit et dorment  la journée, il est rapidement passé à la sismologie. Il a rejoint le laboratoire sismologique en 1924 et a reçu son doctorat de l’Institut de technologie de Californie en 1935.

## Théorie/Carrière

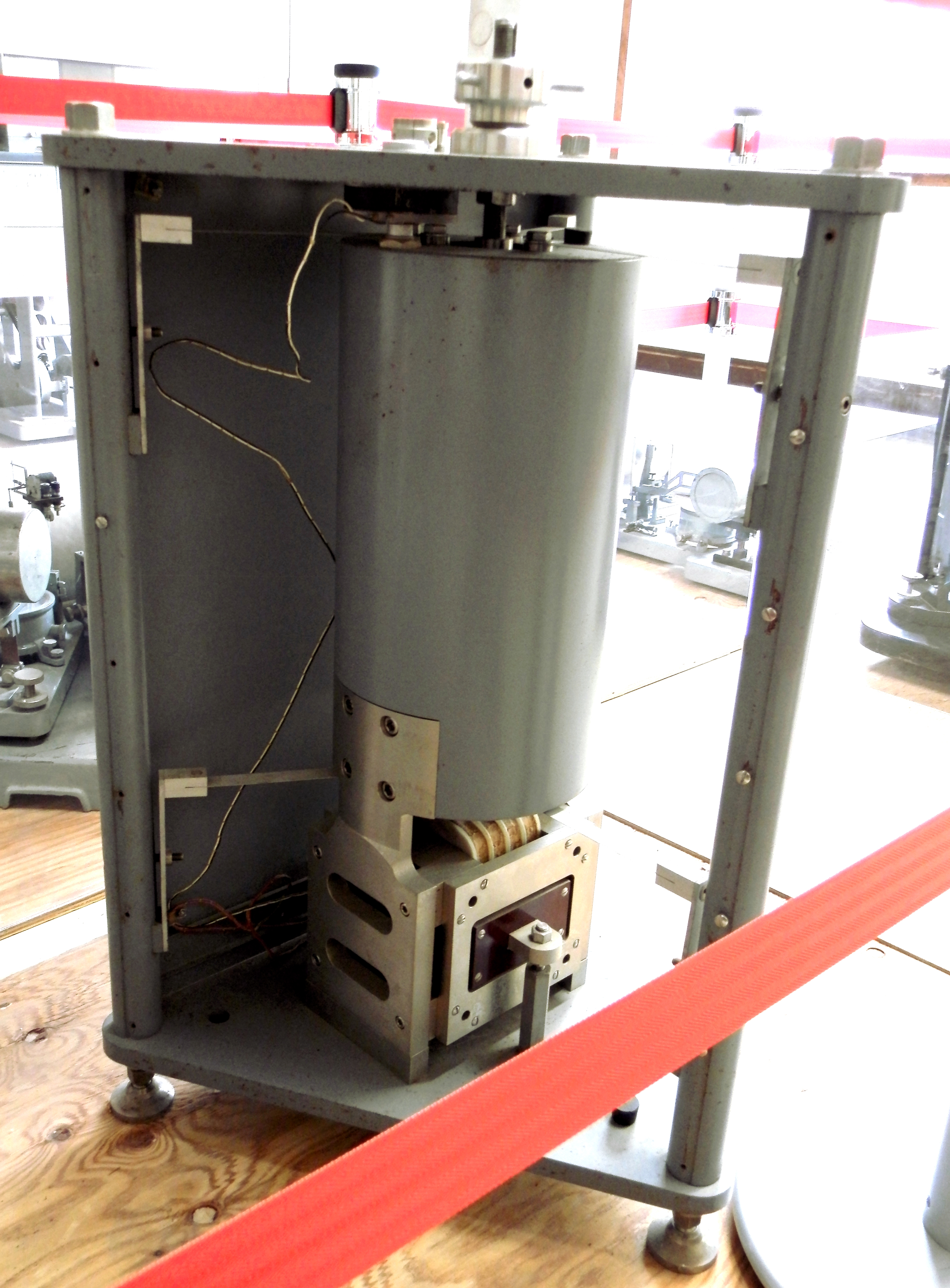
sismographe Benioff

Benioff est considéré comme un génie dans la conception des instruments qui servaient à étudier les séismes. L’un de ses premiers instruments, créé en 1932, était le sismographe de Benioff, qui détecte le mouvement de la terre, ces instruments sont maintenant utilisés dans tous les pays du monde. L’instrument de souche Benioff, qui enregistre les étirements de la surface de la Terre, est également célèbre. Une de ses dernières réalisations a été une version raffinée de l’ancien sismomètre Benioff qui a donné aux sismologues plus d’informations sur la cause des tremblements de terre très profonds. Benioff a remarqué qu'une plaque lithosphérique s'enfonce et disparaît grâce au phénomène de la fusion dans le manteau terrestre (subduction). Les fosses de subduction sont caractérisées par deux choses : par un flux de chaleur faible, qui est dû à la plongée de la lithosphère océanique, donc solide et froide, dans l'asthénosphère qui est plastique et chaude, et les foyers des séismes qui se répartissent sur une surface plongeant sous l'arc insulaire ou sous le continent, avec une pente dont l'inclinaison peut varier, cette dernière atteint 700 kilomètres de profondeur. Ainsi, ce schéma de séismes est connu sous le nom de plan de Wadati-Benioff.
Depuis le début des années 1930, Benioff travaille aussi à la création d’instruments de musique électriques; en particulier un piano, violon et violoncelle. Il a continué à développer ces instruments pour le reste de sa vie, travaillant pendant plus de deux décennies avec le pianiste Rosalyn Tureck et aussi, vers la fin de sa vie avec la Baldwin Piano Company. Il a été élu membre à l’Académie américaine des arts et des sciences en 1958.Il a légalement reçu  la médaille William-Bowie de l'Union américaine de géophysique en 1965.